# 도쿄도도 제11호선

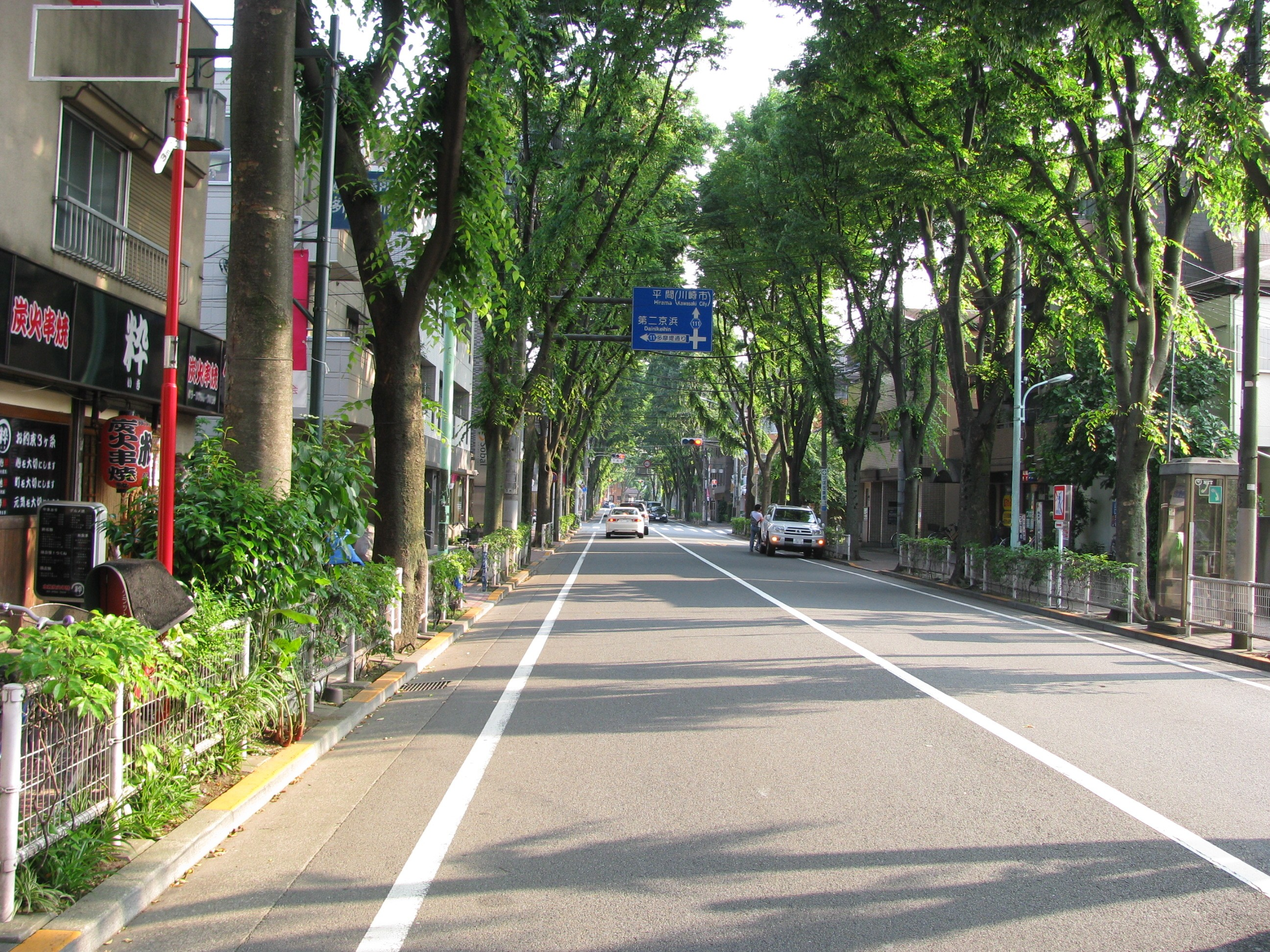
오타구 시모마루코 부근 (2010년 6월 5일 촬영)

도쿄도도 제11호선(일본어: 東京都道11号大田調布線, 도쿄도도 제11호 오타 조후 선)은 도쿄도 오타구 히가시카마타와 조후시 고쿠료초를 서로 이어주는 총 연장 25.0 km의 거리를 가진 도도이자 주요 지방도이다.

## 개요
- 기점 : 도쿄도 오타구 히가시카마타 (히가시카마타 2초메 교차로)
- 종점 : 도쿄도 조후시 고쿠료초 (구 고슈 가도 입구 교차로)
- 노선 연장 : 25,009 m (실제 연장, 2013년 4월 1일 기준)

## 지리
대체적으로 볼 때, 다마강의 좌안을 따르고 있는 주요 경로들이다.

### 통과하는 지자체
- 도쿄도
  - 오타구 - 세타가야구 - 고마에시 - 조후시

### 교차하는 도로
국도
- 국도 제15호선
- 국도 제1호선
- 국도 제466호선
- 국도 제20호선
- 국도 제246호선

도도 (都道)
- 도쿄도도 제311호선
- 도쿄도도 제111호선
- 도쿄도도 제2호선
- 도쿄도도 제312호선
- 도쿄도도 제428호선
- 도쿄도도 제3호선
- 도쿄도도 제114호선
- 도쿄도도 제119호선

기타 도로
- 제2 게이힌 국도(일본어판)
- 제3 게이힌 국도(일본어판)
- 시나가와 가도(일본어판)
- 고슈 가도

### 교차하는 철도
- 게이큐 본선 : 게이큐 가마타 역 부근
- JR 도카이도 선 : 가마타 역 부근
- 도큐 이케가미 선 : 하스누마 역 부근
- 도큐 다마가와 선 : 야구치노와타시 역, 시모마루코 역, 누마베 역 부근
- 도카이도 신칸센·힌카쿠 선 : 요코스카 선, 쇼난 신주쿠 라인의 니시오이역에서 무사시코스기역 사이의 구간
- 도큐 도요코 선, 도큐 다마가와 선 : 다마가와 역 부근
- 도큐 덴엔토시 선, 도큐 오이마치 선 : 후타코타마가와 역 부근
- 오다큐 오다와라 선 : 고마에 역 부근
- 게이오 선 : 고쿠료 역 부근

그 중에서 도큐 이케가미 선과 도큐 다마가와 선의 일부 역사에 한하여 교차하고 있는 경우를 가진 곳은 현재까지 건널목도 역시 존재한다.